# Unterweilnbach
Unterweilnbach ist ein Dorf im Weilnbachtal, einem rechten Seitental des unteren Isartals, das vom Gottfriedinger Bach (auf alten Karten auch Weilenbach) durchflossen wird, der auch durch den Ort fließt. Es liegt 700 Meter unterhalb des Weilers Oberweilnbach und 1100 Meter oberhalb des Dorfes Frichlkofen. Es gehört wie die genannten benachbarten Ortschaften zur Gemeinde und Gemarkung Gottfrieding. Die Einwohnerzahl betrug nur noch 63 zum Stand 1. November 2010, nach 76 zum Stand 2. November 2004 (jeweils einschließlich Nebenwohnsitz). Die letzte Volkszählung vom 25. Mai 1987 ergab eine Bevölkerung von 66 (nur Hauptwohnsitz).

## Geschichte
Hügelgräber und Lesefunde der Linearbandkeramik weisen auf eine Besiedlung des Gebiets in der Hallstattzeit hin.
Als Baudenkmäler sind zwei Bauernhäuser ausgewiesen, die im 18. Jahrhundert in Blockbauweise entstanden sind.
Nach der statistischen Aufstellung von Joseph von Hazzi über das Herzogthum Baiern von 1808 gehörte das Dorf Unterweillnbach mit 8 Häusern und ebenso vielen Herdstellen zur Obmannschaft Günz und Früchlkofen.
Im Zuge der Verwaltungsreformen im Königreich Bayern entstand mit dem Gemeindeedikt von 1818 kam Unterweilnbach zur Ruralgemeinde Frichlkofen und wurde mit dieser 1823/24 in die Gemeinde Gottfrieding eingegliedert.
Seit 2001 findet in dem Ort jährlich das Poco Hill Spring Festival, ein Musikfestival für Countrymusik statt.